# Sindrome di Keutel
La sindrome di Keutel è una malattia rara a trasmissione autosomica recessiva caratterizzata da una diffusa calcificazione delle cartilagini, stenosi polmonare periferica, brachitelefalangia (accorciamento delle falangi distali di mani e piedi) e da altri sintomi e segni clinici.

## Epidemiologia e storia
La malattia è molto rara, con incidenza inferiore a un caso su un milione di nati vivi. La sindrome deve il suo nome al medico Jürgen Keutel, che con i suoi colleghi la descrisse per primo nel 1972 a Gottinga, in Germania.

## Eziologia
La trasmissione della malattia è a carattere autosomico recessivo; il gene la cui mutazione è responsabile della sindrome prende il nome di MGP ed è localizzato sul cromosoma 12, a livello del locus genico p12.3, sul braccio corto del cromosoma; questo gene codifica per la proteina Matrix Gla protein.

## Clinica

### Sintomi e segni
I soggetti affetti dalla sindrome presentano dismorfismo cranio-facciale con viso allungato, ponte nasale largo e piatto, ipertelorismo oculare e ipoplasia della porzione centrale del volto; altra caratteristica è la brachitelefalangia, ossia uno scarso sviluppo longitudinale della falange distale delle dita (soprattutto delle mani), conseguente ad acroosteolisi; si osserva inoltre un quadro si stenosi polmonare periferica.
Si riscontra inoltre la calcificazione delle cartilagini dell'orecchio, del setto nasale, della laringe, della trachea, dell'albero bronchiale e delle costole; è presente inoltre una ipoacusia di entità variabile.

### Diagnosi
La diagnosi è prevalentemente clinica, con la constatazione di diffuse calcificazioni cartilaginee in presenza di brachitelefalangia e di stenosi polmonare periferica; brachitelefalangia e alterazioni della cartilagine sono visibili mediante radiografia.
La diagnosi differenziale si effettua escludendo la sindrome fetale da warfarin, il deficit combinato ereditario dei fattori della coagulazione dipendenti dalla vitamina K, la sindrome di Keipert e la condrodisplasia punctata recessiva legata all'X.

## Prognosi
La prognosi dipende dal grado di coinvolgimento polmonare e di calcificazione delle arterie; se queste complicanze non sono gravi, l'aspettativa di vita è normale.